# 圣加大肋纳的神秘婚姻，圣奥斯定、马尔谷和洗者若翰在场

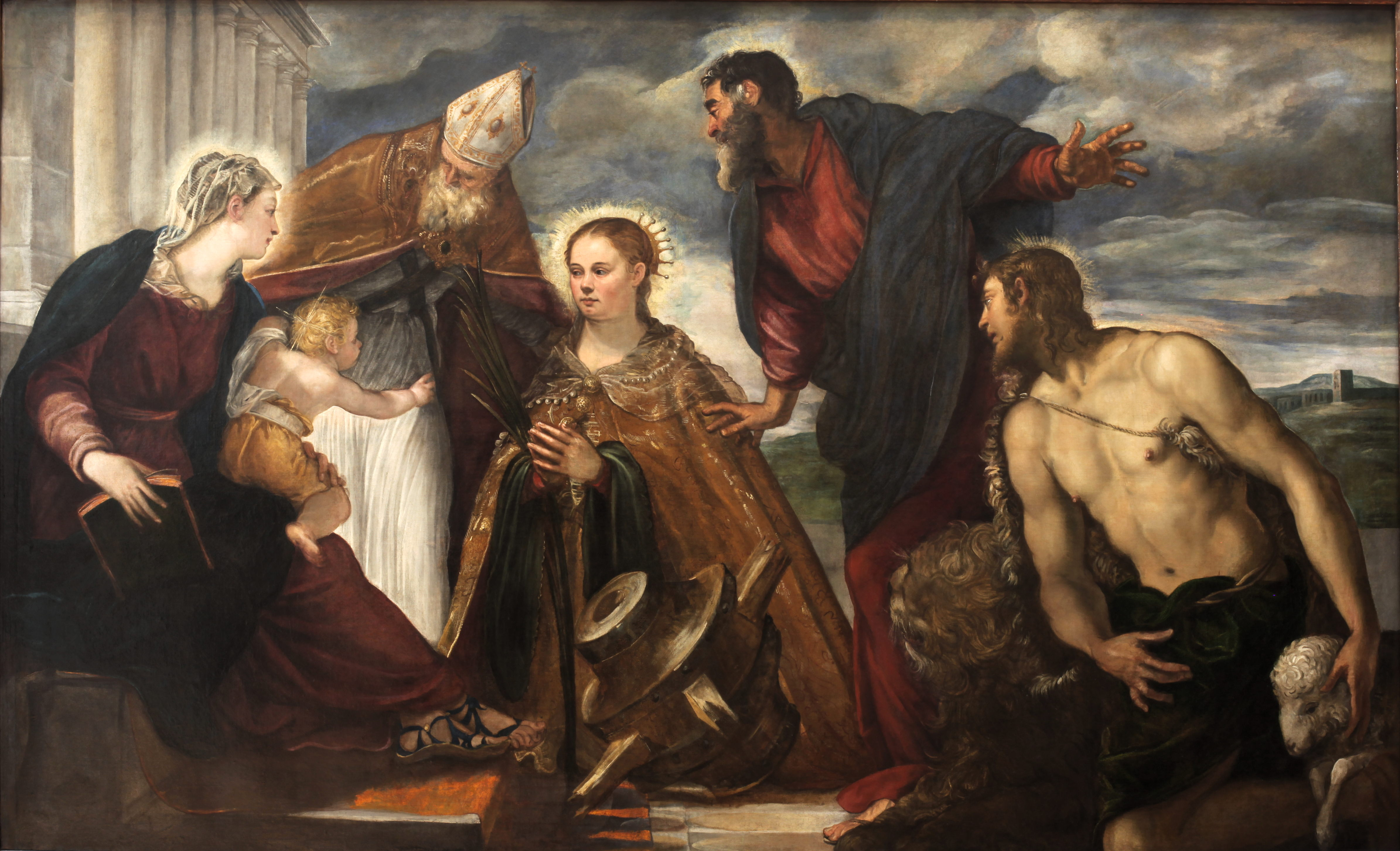

《圣加大肋纳的神秘婚姻，圣奥斯定、马尔谷和洗者若翰在场》，又名《圣母子与圣徒》，是丁托列托的一幅布面油画，绘制于1545-1546年，现藏于里昂美术馆。
画面中央跪着亚历山大的加大肋纳，她所穿的服装，表明原来画的可能是这幅订单的主顾总督弗朗切斯科多纳托，但后来用圣加大肋纳的脸代替了主顾的脸。在她和圣母之间是希波的奥古斯丁，而在加大肋纳身后是圣史马尔谷（站立）和洗者若翰（与天主的羔羊在一起）。